# Делидзакова къща
Делидзаковата къща (на гръцки: Κατοικία Θεοπίστης Δελιτζάκη) е жилищна сграда в град Боймица (Аксиуполи), Гърция, обявена за паметник на културата.
Сградата е разположена в парцел № 540 в Блок № 45. Представлява типичен пример за народна архитектура, като запазва оригиналните си елементи. В 2008 година е обявена за паметник на културата.